# Pristocera morawitzi
Pristocera morawitzi (лат. ) — вид ос-бетилид рода Pristocera из семейства Bethylidae (Chrysidoidea, Hymenoptera).

## Распространение
Азербайджан, Армения, Россия (Волгоградская область).

## Описание
Мелкие осы-бетилиды оранжевого (бескрылые самки) и буровато-чёрного (крылатые самцы) цвета (ноги и жвалы желтовато-коричневые). Длина тела самок 8 — 10 мм и у самцов 10 — 14 мм. Длина головы самок 1,1 — 1,7 мм и у самцов 1,8 — 2,2 мм, ширина головы самок 0,9 — 1,35 мм и у самцов 1,7 — 1,9 мм. Глаза самок мелкие, состоят примерно из 20 фасеток. Мандибулы самок с 4 зубцами, а у самцов с 5 зубцами. Формула щупиков самцов 6,3. Биология неизвестна (предположительно, как и другие близкие виды — паразитоиды личинок жуков).
Вид был впервые описан в 2021 году российским гименоптерологом К. Фадеевым (Зоологический институт РАН, Санкт-Петербург, Россия). Видовое название дано в честь крупного энтомолога XIX века Фердинанда Фердинандовича Моравица (F. Morawitz; 1827—1896), в коллекции которого была обнаружена часть типовой серии из России (голотип и паратип). Близок к видам Pristocera depressa и Pristocera formosana, отличаясь формой гениталий, пятью зубцами жвал самцов, строением склеритов груди и другими признаками. Это второй вид рода в фауне России.